# 最首英也
最首 英也（さいしゅ ひでや、1969年 - ）は、日本のCMディレクター。

## 人物
千葉県出身。多摩美術大学卒。2003年葵プロモーションに入社。

## CM
ほか

## PV
- クレイジーケンバンド 「HEMI HEMI DODGE CRUISING」
- ロマンポルシェ。 「男道コーチ屋稼業」
- ロマンポルシェ。 「神社建立３００１」
- ロマンポルシェ。 「MTR Baby」

ほか

## 主な受賞
- ACC CMフェスティバル 銀賞
- ギャラクシー賞

ほか

## 関連
- テレビコマーシャル
- ディレクター